# Фёрстер, Эмиль фон
Эмиль фон Фёрстер, Эмиль Риттер фон Фёрстер (нем. Emil Ritter von Förster; 18 октября 1838, Вена — 14 февраля 1909, Вена) — австрийский архитектор периода историзма.

## Биография
Эмиль Фёрстер был сыном архитектора Людвига фон Фёрстера, получившего дворянство в 1863 году и основавшего в 1836 году «Общестроительную газету» (Allgemeine Bauzeitung). Эмиль Фёрстер сначала окончил Академическую гимназию (Akademischen Gymnasium) в Вене, а затем отправился в Берлин изучать архитектуру. В 1860 году он присоединился к мастерской отца и после его смерти в 1863 году завершал начатые им постройки. Предполагаемая публикация исследования о тосканской архитектуре побудила Фёрстера отправиться в ознакомительную поездку в Италию. Однако проект не продвинулся из-за отсутствия общественного интереса к этой теме в Австрии того времени.
В 1866 году Эмиль Фёрстер вернулся в Вену и вместе с братом Генрихом продолжил издавать «Allgemeine Bauzeitung». Он начал успешную карьеру в качестве архитектора и 3 февраля 1895 года кайзер назначил его главой Департамента строительства зданий Министерства внутренних дел. Одновременно он стал членом комиссии по расширению города. Фёрстер основал при ведомстве архитектурную мастерскую, в которой не только разрабатывались важные строительные проекты, но и контролировались другие на предмет их интеграции в окружающую среду. В результате Эмиль фон Фёрстер оказал большое влияние на строительную деятельность в Австро-венгерской монархии около 1900 года. Несмотря на ответственную государственную должность, он продолжал работать независимым архитектором.
Эмиль фон Фёрстер скончался от сердечного приступа 14 февраля 1909 года в своей квартире на Максимилианплац, 15 (ныне Рузвельтплац, 15-17) во дворце Ангерер, который он построил в 1876—1877 годах. Он был похоронен на евангелическом кладбище Мацляйнсдорф, но затем, в 1918 году был перезахоронен на кладбище в Пуркерсдорфе.
Эмиль фон Фёрстер оставил вдову Амалию (урождённую Браун), двух сыновей Макса, линейного лейтенанта, и Эмиля (1877—1944), инженера, и дочь Марию. Поскольку Фёрстер, по его собственному утверждению, не был достаточно недобросовестным в использовании возможностей для получения прибыли, его состояние было относительно скромным.
Его брат Генрих Фёрстер (1832—1889) также был архитектором «венского неоренессанса». Cестра Софи была замужем за архитектором Теофилом фон Хансеном.
Эмиль фон Фёрстер построил большое количество частных жилых домов, а также общественных зданий. Его постройки отличает монументальный и представительный стиль, а также продуманное расположение помещений и элегантное оформление интерьеров. Он предпочитал стиль неоренессанс, основанный на классике итальянского Возрождения, от которого редко отклонялся. Его самые известные постройки: Рингтеатр и Доротеум (Аукционный дом) в Вене.
- Рингтеатр в Вене. 1872—1874. Разрушен в 1881 г.
- Доротеум. Вена
- Доротеум. Деталь фасада
- Здание Кредитбанка в Праге. Деталь фасада
- «Аркадный дом» на Райхсратштрассе 11-13. Вена. Проект 1883 г.
- Офисно-жилое здание Максимилианхоф на Верингерштрассе. Вена. 1887
- Президентский дворец. 1897—1898. Любляна, Словения